# Cristiano Piacsek Borges
Cristiano Piacsek Borges é um engenheiro químico e cientista brasileiro especializado em processos de separação com membranas e outras pesquisas químicas envolvendo gás natural, além de possuir estudos nas área de transferência de calor e massa, tendo obtido premiações como autor e orientador de pesquisas nessa área.
Ele é coautor com Alberto Cláudio Habert e Ronaldo Nobrega do livro "Processos de Separação por Membranas", uma das principais obras de referência sobre produzidas por brasileiros e publicadas em língua portuguesa.

## Biografia
O fluminense Cristiano Piacsek Borges é graduado em Engenharia Química pela UFRJ desde 1983, tendo permanecido nesta universidade onde veio a obter os graus de mestre, em 1985, e de doutor em Engenharia Química no ano de 1993, com tese orientada por Alberto Claudio Habert. 
Após ingressar na docência nessa universidade, por meio de concurso público, ele desempenhou vários cargos administrativos da vida universitária, como o de coordenador do Programa de Pós-Graduação em Engenharia Química do Instituto Alberto Luiz Coimbra de Pós Graduação e Pesquisa de Engenharia (COPPE) da UFRJ, entre 2009 a 2011.

## Contribuição para o campo científico

### Descobertas
Ele possui mais de dez patentes registradas em órgãos de regulação da propriedade industrial, destacando-se as pesquisas com membranas poliméricas e com biossurfactantes.

#### Membranas poliméricas com menor custo econômico e ecológico
Além de ter produzido diversos artigos e orientado pesquisas de mestrado e doutorado na UFRJ, Cristiano Borges desenvolveu com os cientistas Alberto Cláudio Habert e Liliane Pollo um novo processo de separação por membranas da mistura dos gases propano e propeno que se mostrou mais econômica e com maior eficiência energética ao criar membranas poliméricas contendo nanopartículas de prata. Esta pesquisa se mostrou relevante para a fabricação de plásticos de forma ambientalmente sustentável e com menor uso de recursos.

#### Biossurfactante
Cristiano P. Borges, junto com os cientistas Frederico Kronemberger e Denise Freire, foram os responsáveis pela descoberta de sistema de obtenção de um bioproduto chamado de biossurfactante. Este bioproduto possui a capacidade de remover a poluição por derramamento de óleo, ao ser absorvido pelo meio ambiente sem causar danos ecológicos.
Resultado destas pesquisas foi a criação em 2009 pela COPPE-UFRJ da primeira unidade-piloto para a produção de biossurfactante no Brasil, tendo a capacidade para a produção de 200 litros. Esta unidade pretende consolidar a produção desse bioproduto usando tecnologias e matéria-prima nacionais visando reduzir a dependência brasileira da importação de biossurfactante, que em 2011 era de 100%.

## Principais obras

### Livros
- Processos de separação com membranas. Rio de Janeiro: E-papers, 2006. (obra em coautoria com Alberto Cláudio Habert e Ronaldo Nobrega).

### Artigos
- "Membrane formation mechanism based on precipitation kinetics and membrane morphology: flat and hollow fiber polysulfone membranes" Journal of Membrane Science 155 (2), 1999. (citações: 284)
- "Poly (vinyl alcohol) films crosslinked by glutaraldehyde under mild conditions". Journal of applied polymer science 111 (6), 2009. (citações: 283)
- "Pervaporative recovery of volatile aroma compounds from fruit juices". Journal of Membrane Science  274 (1-2), 2006. (citações: 139)

## Prêmios
Entre os prêmios recebidos se destaca o Grande Prêmio Capes de Tese César Lattes em 2006, como co-orientador, em conjunto com Paulo Lage, da tese "Desenvolvimento de um processo combinado de evaporação por contato direto e permeação de vapor para tratamento de sucos de frutas" produzida por Cláudio Patrício Ribeiro Júnior, na época doutorando na UFRJ.
Em 2011, ele obteve o Prêmio Inventor concedido pela Petrobrás para duas pesquisas desenvolvidas por ele.